# Monumentos de Lisboa
LocalLisboa.svg
Aunque hay otros monumentos los más importantes son estos:

## Monumentos Principales

### Castillo de San Jorge de Lisboa
Se conoce como el Castillo de San Jorge (Castelo de São Jorge en portugués) a las ruinas de un castillo en la colina de San Jorge en Lisboa. Primitivamente conocido simplemente como Castelo dos Mouros, se yergue en posición dominante sobre la más alta colina del centro histórico, proporcionando a los visitantes una de las más bellas vistas sobre la ciudad y sobre el estuario del río Tajo, por lo que el gobierno portugués hace grandes esfuerzos en conservarlo.
El recinto del castillo cuenta con aproximadamente 6000 m². La edificación consta de varias torres y garitas, un foso y dos patios grandes.

### Barrio de la Alfama de Lisboa
El Barrio de la Alfama es un barrio ubicado en Lisboa, Portugal, queda elevado con respecto a la Baixa Pombalina, y frente al Bairro Alto.
En la parte superior del Barrio de la Alfama se encuentra el Castillo de San Jorge.

### Catedral de Lisboa
Santa Maria Maior de Lisboa o Sé de Lisboa es la catedral de Lisboa e iglesia más antigua de la ciudad. Desde el inicio de la construcción en el año 1147, el edificio ha sido modificado en varias ocasiones y ha sobrevivido a varios terremotos. Actualmente es el resultado de una mezcla de distintos estilos arquitectónicos.

### Convento do Carmo (Lisboa)
El Convento de la Orden del Carmen de Lisboa se encuentra en una posición privilegiada, al lado del Rossio y con inmejorables vistas al Castillo de San Jorge. La iglesia del convento, que era la mayor iglesia gótica de la ciudad, quedó en ruinas debido al Terremoto de 1755 y es uno de los principales recuerdos del desastre que asoló la capital portuguesa. Actualmente, en las ruinas se encuentra el Museu Arqueológico do Carmo (Museo arqueológico del Carmen).

### Monasterio de los Jerónimos
El Monasterio de los Jerónimos de Santa María de Belém, se ubica en el barrio de Belém, Lisboa.
Diseñado en estilo manuelino por el arquitecto Diogo de Boitaca, fue encargado por el rey Manuel I de Portugal (1515-1520) para conmemorar el afortunado regreso de la India de Vasco de Gama, su construcción se inició en 1502 y terminó a finales del siglo. Se financió gracias al 5% de los impuestos obtenidos de las especias orientales, a excepción de los de la pimienta, la canela y el clavo, cuyas rentas iban directamente a la Corona.

### Torre de Belém

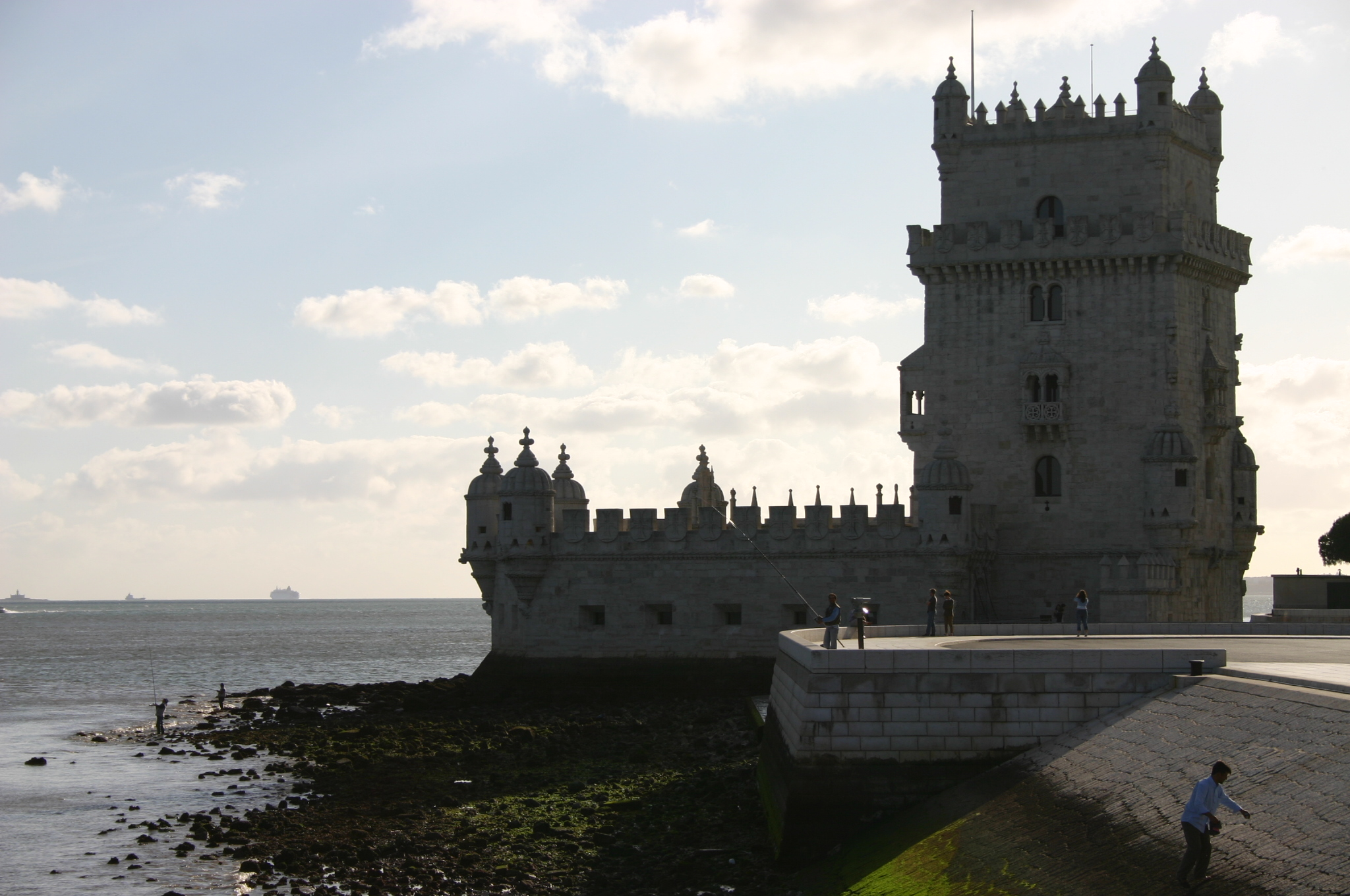
Vista de la torre.

La torre de Belém, situada en la ciudad de Lisboa, capital de Portugal, es obra de Francisco de Arruda y constituye uno de los ejemplos más representativos de la arquitectura manuelina. En el pasado sirvió como centro de recaudación de impuestos para poder entrar a la ciudad.

### Avenida da Liberdade

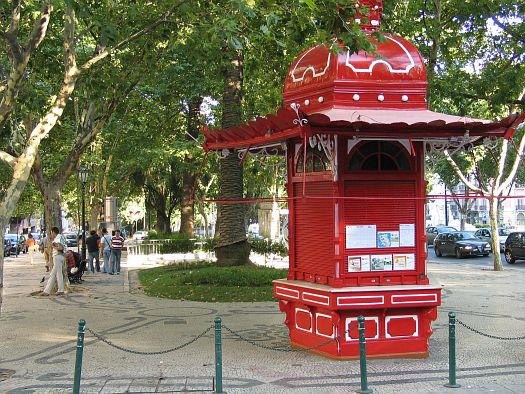
Kiosco en la Avenida da Liberdade.

Después del Terremoto de 1755 el Marqués de Pombal creó un paseo público en el área ocupada por la parte inferior de la Avenida da Liberdade y de la Praça dos Restauradores. A pesar del nombre, estaba rodeado por muros y portones por donde solo podían pasar miembros de la alta sociedad. En 1821, cuando los liberales subieron al poder, fueron derruidos los muros y el paseo quedó abierto para todo el mundo.

### Praça Marquês de Pombal

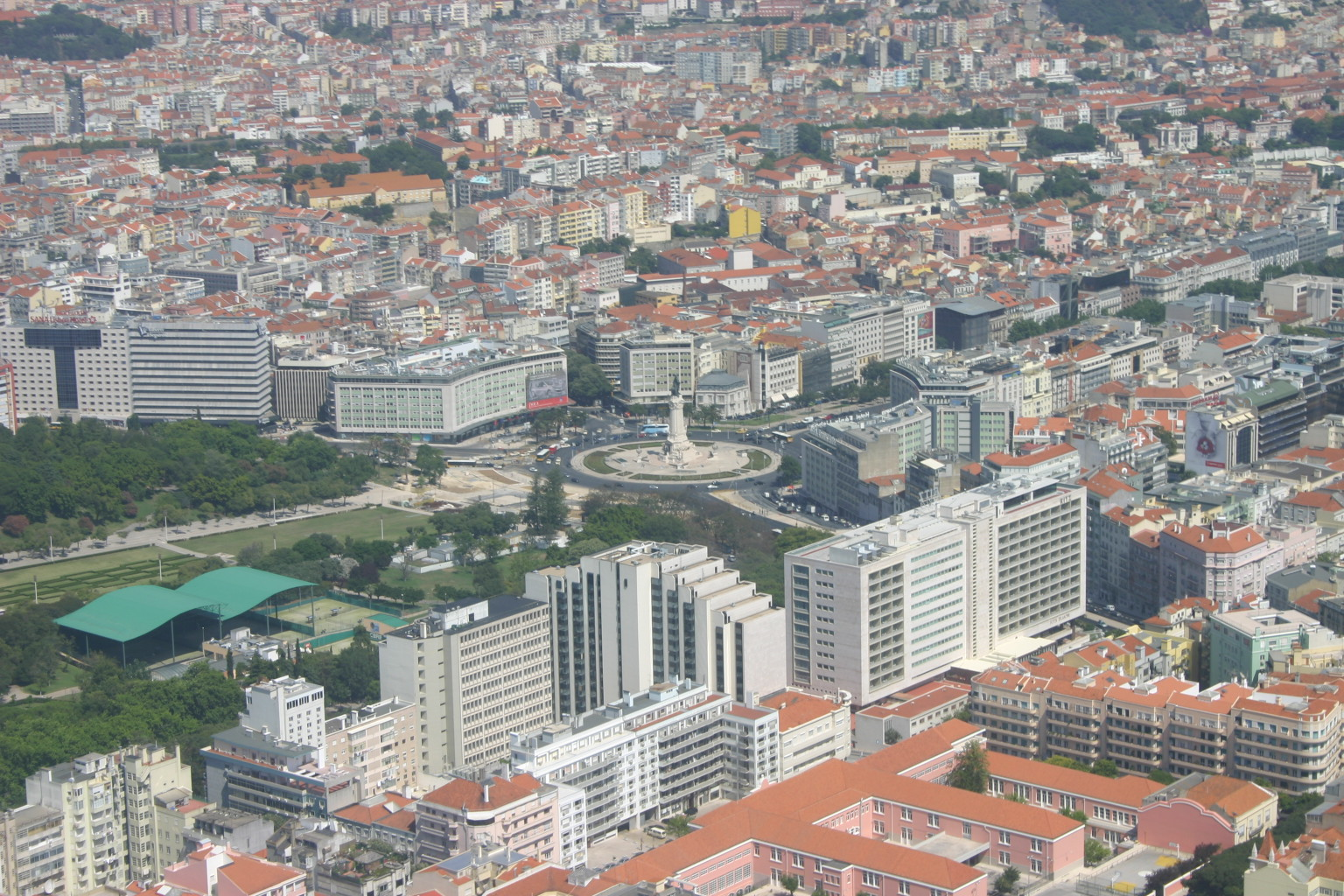
Vista aérea de la Plaza Marques de Pombal.

La Praça Marquês de Pombal (Plaza del Marqués de Pombal) se sitúa entre la Avenida da Liberdade y el Parque Eduardo VII, en la ciudad portuguesa de Lisboa. En el centro se levanta un monumento al Marqués de Pombal, inaugurado en 1934.

### Oceanário de Lisboa

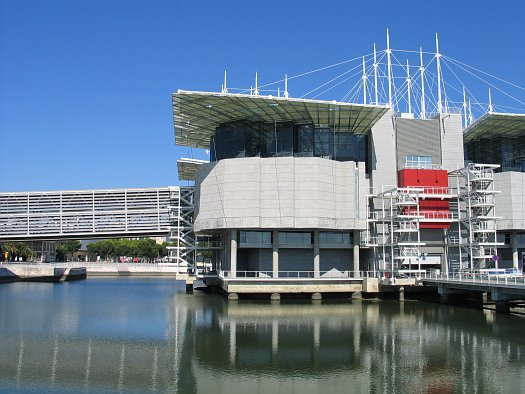
Oceanário de Lisboa.

El Oceanário de Lisboa es un museo de biología marina situado en el Parque das Nações en Lisboa, Portugal, construido en el ámbito de la Expo 98.
Este pabellón, obra del arquitecto norteamericano Peter Chermayeff, recuerda a un portaaviones y está instalado en un puerto rodeado de agua. Es el segundo mayor oceanario del mundo y contiene una impresionante colección de especies — aves, mamíferos, peces y otros habitantes marinos.